# Irlbrunn

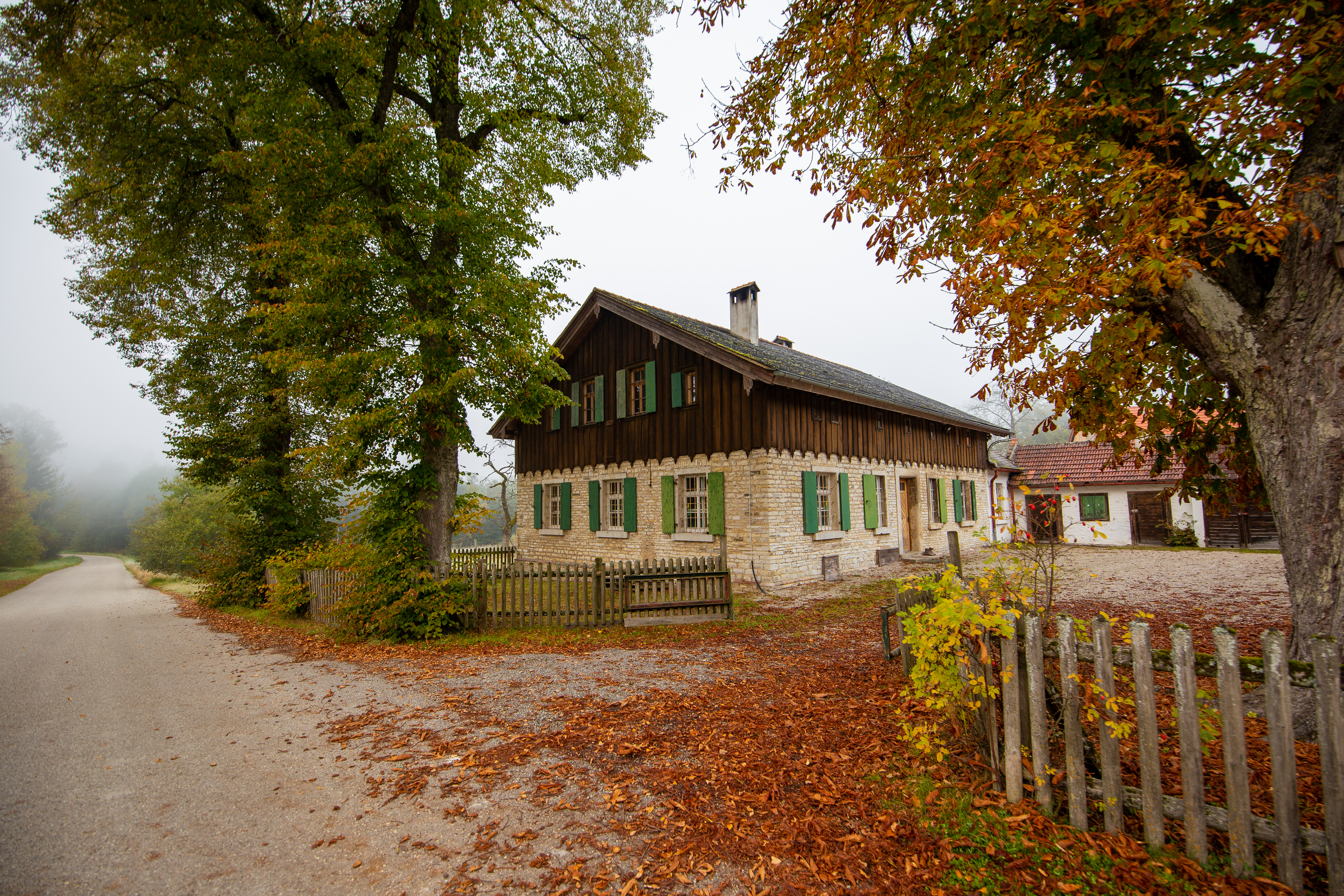
Forsthaus Irlbrunn, Blickrichtung Südwesten Richtung Kelheim (Okt. 2021)

Irlbrunn ist eine Wüstung und Gemarkung im Landkreis Kelheim. Die Gemarkung mit nur einem Gemarkungsteil liegt im gemeindefreien Gebiet Frauenforst. Sie hat eine Fläche von etwa 42,34 Hektar und liegt auf Höhen zwischen 466 und 512 Metern. Benachbarte Gemarkungen sind Walddorf und Frauenforst.

## Geschichte
Irlbrunn wurde als Glashüttensiedlung gegründet. Eigentümer der Glashütte, die 1714 in Betrieb ging, war das Damenstift Niedermünster aus Regensburg. Im Jahr 1741 wurde der Betrieb eingestellt. Nordwestlich der Glashüttensiedlung gab es eine Siedlung von Söldnern, die Feldbau betrieben mit anfangs zwei und seit 1729 mit vier Hofstellen. Von der ehemaligen Siedlung ist nur noch das ehemalige Forsthaus vorhanden.
Irlbrunn wurde ein Weiler der Gemeinde Kelheimwinzer. Im Jahr 1871 hatte der Ort, der zur katholischen Pfarrei Saal und zur Schule in Walddorf gehörte, 30 Einwohner. Bei der Volkszählung 1900 wurden nur noch elf Einwohner festgestellt, 1925 waren es acht Einwohner in zwei Wohngebäuden und 1950 zwölf Einwohner. Bei der Volkszählung 1961 wohnten im Ort nur noch zwei Einwohner in einem Wohngebäude. Seit 1970 ist Irlbrunn unbewohnt und wurde im Ortsverzeichnis 1987 nicht mehr aufgeführt.